# Spätantike Buchmalerei
Werke der spätantiken Buchmalerei sind nur in geringer Zahl erhalten. Vor allem aus vorrömischer Zeit sind nur wenige originale Beispiele überliefert.

## Autorenporträts

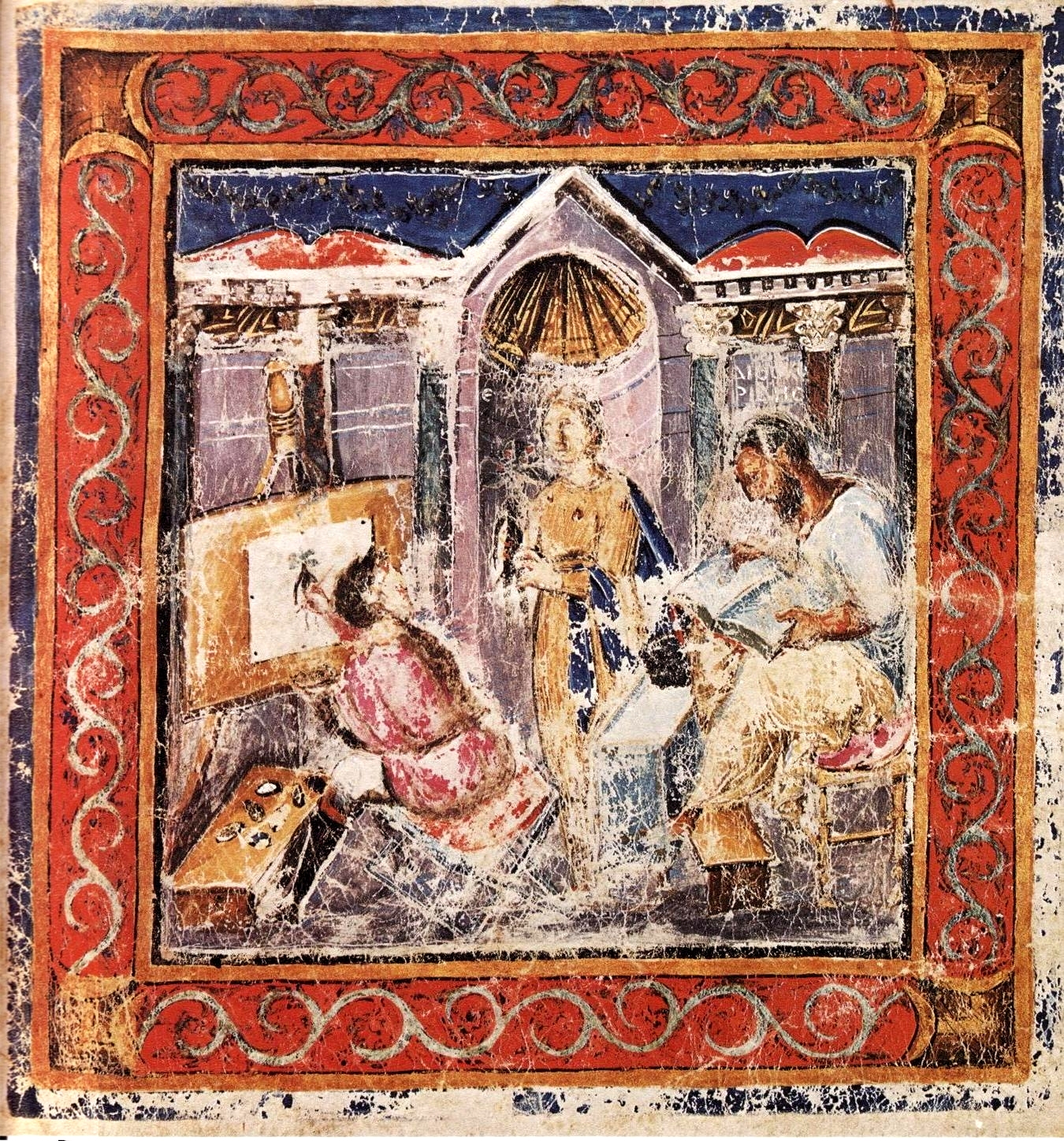
Autorenporträt aus dem Wiener Dioskurides. Zu sehen ist der Arzt Pedanios Dioscurides (rechts) fol. 5. verso

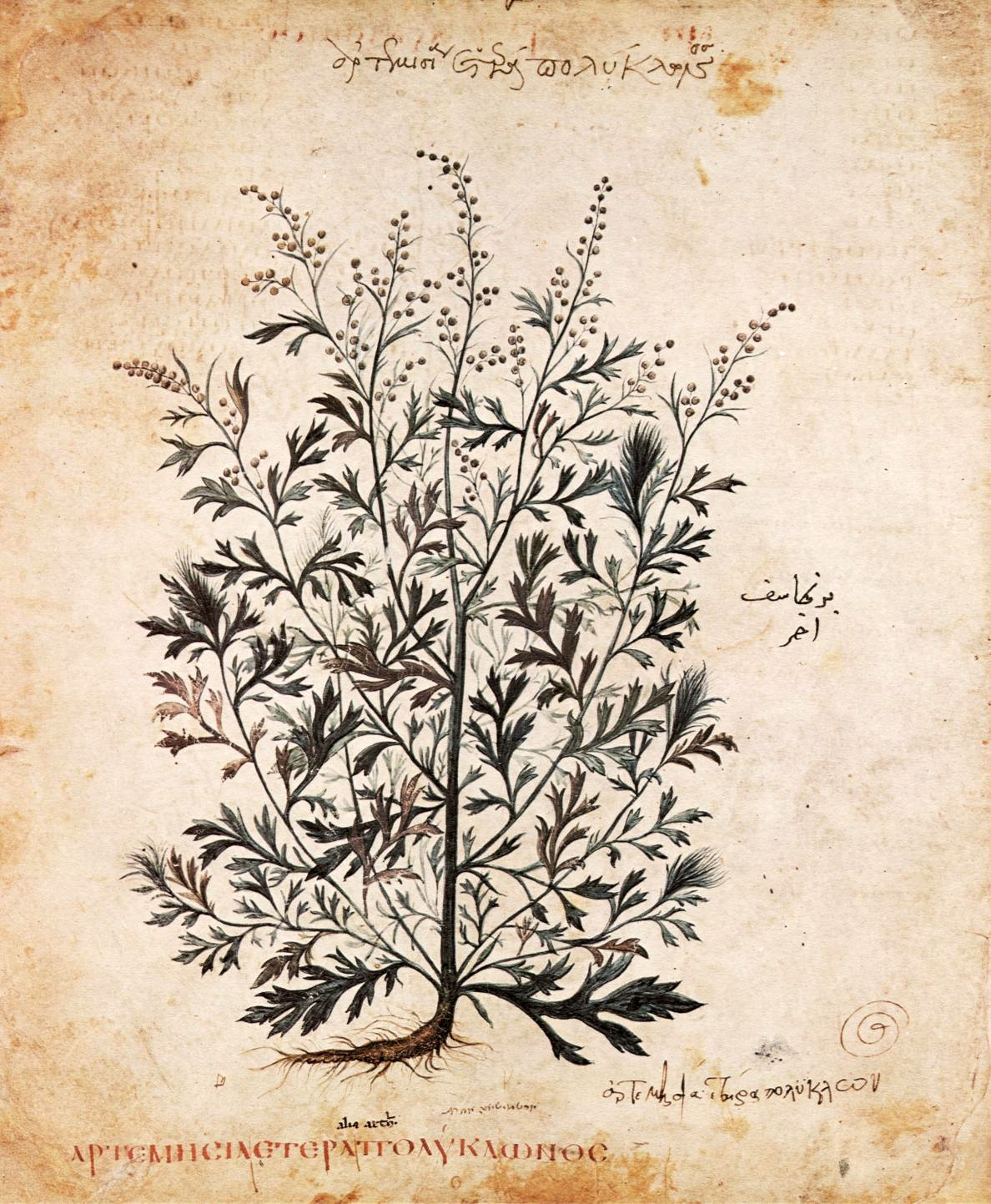
Pflanzenbild aus dem Wiener Dioskurides (Beifuß) fol. 20. verso

Eine selbständige Gattung antiker Buchillustration ist das dem Text vorangestellte Autorenporträt. Allein stehen die regelrechten Sammlungen von Porträts großer Geister, die, wie der ältere Plinius berichtet, der große römische Gelehrte Varro (116–27 v. Chr.) in seinen Schriften verbreitet haben soll.

## Wissenschaftliche und didaktische Texte
Illustrationen im Inneren von Buchrolle oder Kodex können vom Autor vorgesehener Bestandteil des Textes oder diesem nachträglich hinzugefügt sein. Für die vorrömische Antike sind lediglich in wissenschaftlichen bzw. didaktischen Texten Illustrationen bezeugt. Sie waren entweder in den laufenden Text integriert oder diesem – am Ende der Rolle – angefügt. Meist sind die Illustrationen in der handschriftlichen Überlieferung nicht erhalten. Sie können aber erschlossen werden, weil der Text auf sie Bezug nimmt. Dies gilt z. B. für geometrische Konstruktionen in den Schriften Platons und des Aristoteles. Handschriftlich überliefert sind die Illustrationen im mathematischen Werk Euklids (um 300 v. Chr.; älteste erhaltene Handschrift aus dem 10. Jh. n. Chr. im Vatikan). Der älteste erhaltene antike Papyrus mit erläuternden Abbildungen stammt aus dem 2. Jh. v. Chr. (im Louvre); es ist das Exzerpt einer astronomischen Abhandlung des Eudoxos, eines Zeitgenossen Platons.
Für geometrische Konstruktionen und schematische Erläuterungen genügen schlichte Strichzeichnungen; dagegen können zum Beispiel botanische oder zoologische Schriften mit aufwendiger Malerei versehen sein. Plinius der Ältere erwähnt den um 100 v. Chr. am Hof des pontischen Königs Mithridates VI. lebenden Pharmakologen Krateuas, der ein Kräuterbuch mit farbigen Abbildungen geschaffen hat; Plinius weist zugleich auf die Gefahr der Verfälschung hin, die beim Kopieren der Abbildungen besteht. Soweit farbige Pflanzenbilder auf Papyrus überliefert sind, stammen sie aus späterer Zeit. Ein Kräuterbuch enthält auch das einzige umfänglich erhaltene und durchgehend farbig illustrierte Buch der Antike, der sog. Wiener Dioskurides (Österreichische Nationalbibliothek in Wien). Der Militärarzt Dioskourides hat das pharmakologische Werk um 68 n. Chr. verfasst. Die Herstellung des Wiener Kodex ist um 512 datiert. Da der Text auf die Illustrationen nicht eingeht, waren diese vom Verfasser vermutlich nicht vorgesehen. Eine weitere Kopie des Werkes (aus dem 7. Jh.) wird in Neapel aufbewahrt.

## Literarische Texte

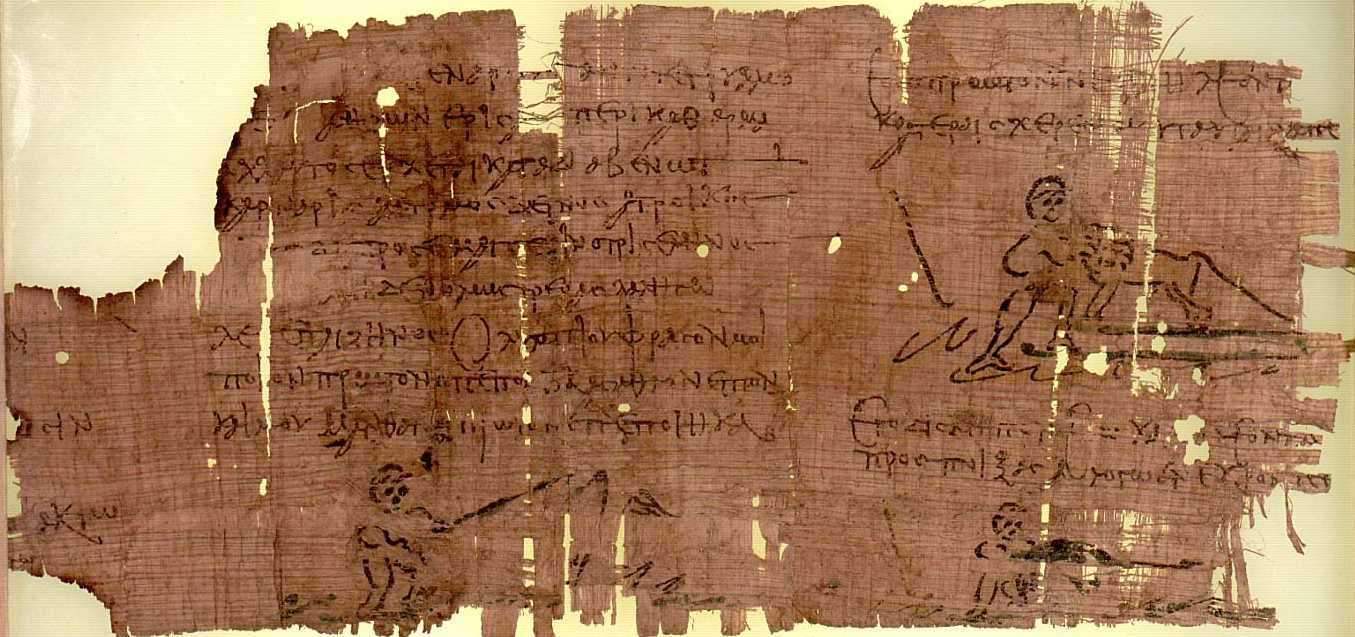
Herakles kämpft mit dem Löwen; Oxford, Sackler Library, Oxyrhynchus Pap. 2331, 3. Jh. n. Chr.

Die wenigen erhaltenen Illustrationen literarischer griechischer Papyri sind auf die Gattungen der sog. Neuen Komödie (siehe Komödie) und des Romans beschränkt. Die Handschriften stammen durchweg erst aus römischer Zeit. Die Illustrationen zeigen in der Regel nur wenige Personen der Handlung.

## Rollenstil
Die Illustrationen der genannten wissenschaftlich-didaktischen und literarischen Textgattungen zeigen den typischen ‚Rollenstil‘. Diese Form der Buchillustration ist als Gestaltungsmittel der Buchrolle entstanden und später in den Kodex übernommen worden. Die Illustrationen sind ohne Rahmen in die Textkolumnen eingefügt. Figuren bleiben, auch wenn sie koloriert werden, Umrißzeichnungen von oft nicht allzu hoher Qualität. Auf die Wiedergabe einer räumlichen und landschaftlichen Umgebung wird verzichtet.

## Narrative Kodexillustrationen der Spätantike

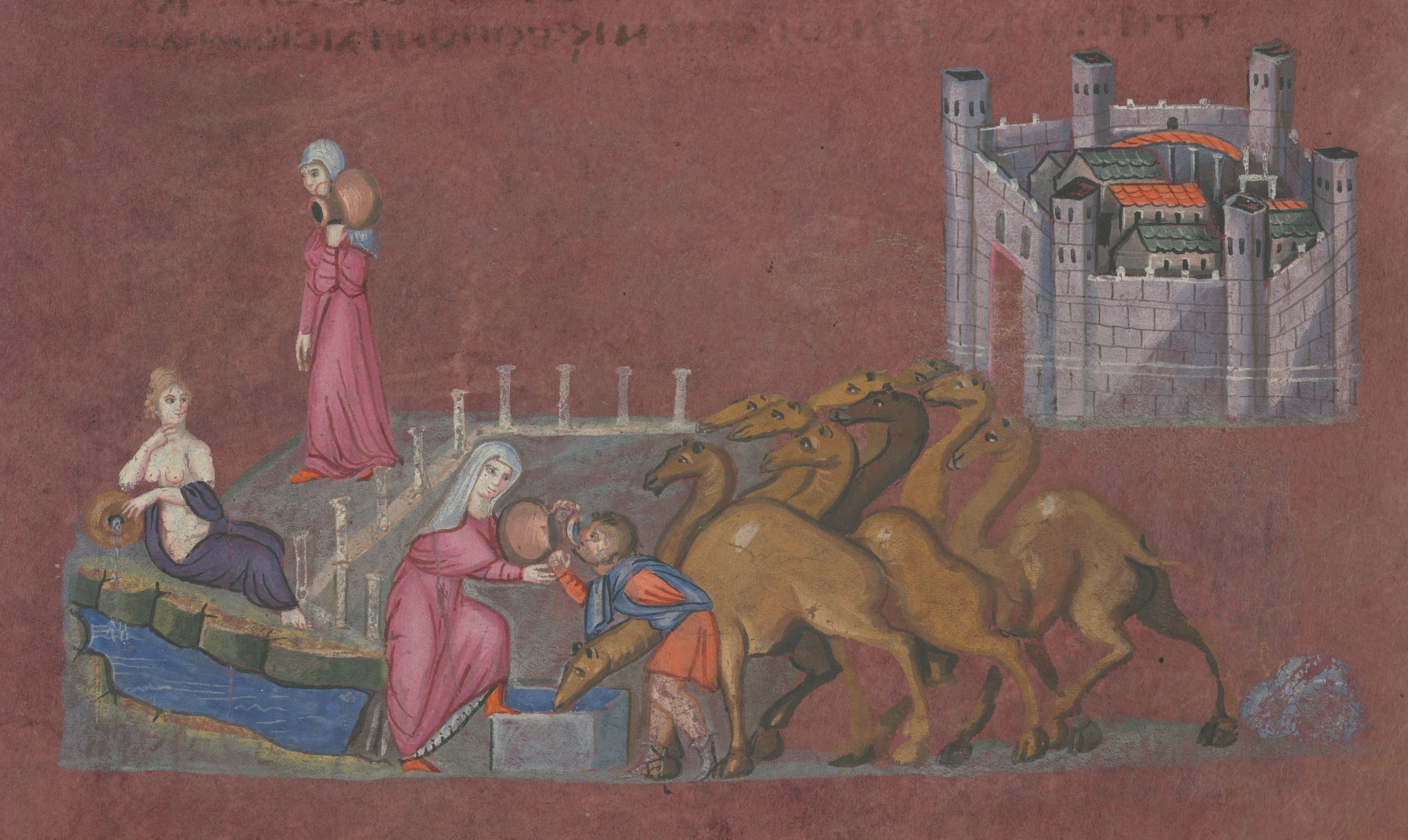
Rebekka am Brunnen; Wiener Genesis, 6. Jh.

Eine selbstständige Tradition bilden die narrativen (‚erzählenden‘) Kodexillustrationen der Spätantike (4.–6. Jh. n. Chr.). Sie sind beschränkt auf griechische und lateinische epische Literatur, d. h. auf Homer und Vergil, sowie biblische Texte, z. B. die Ilias Ambrosiana (Mailand), der Vergilius Vaticanus (Vatikan), die Quedlinburger Itala (Staatsbibliothek Berlin). In keinem Fall war die Illustrierung vom Autor vorgesehen. Die spätantiken Illustrationen sind entweder in unregelmäßigen Abständen in den Text eingestreut oder regelmäßig angeordnet (z. B. auf der unteren Seitenhälfte). Gelegentlich sind sie auch gruppenweise zusammengefasst. Sie besitzen in der Regel einen festen Rahmen. Die Figuren bewegen sich in einer Landschafts- oder Architekturkulisse. Sie sind vollkörperlich, das heißt plastisch ausgeführt, mit detaillierter Farbgebung. Leichte Abweichungen von der Regel (z. B. Fehlen von Rahmen) weisen einige illustrierte Kodizes auf, deren Pergamentseiten purpurn eingefärbt sind, wie die der Wiener Genesis (Österreichische Nationalbibliothek, Wien). Verschiedene Forscher vermuten, dass die narrativen Kodexillustrationen der Spätantike auf hellenistische Bilderrollen zurückgehen. Die Existenz derartiger Bilderrollen bleibt aber hypothetisch.